# Géographie du Nord-Pas-de-Calais

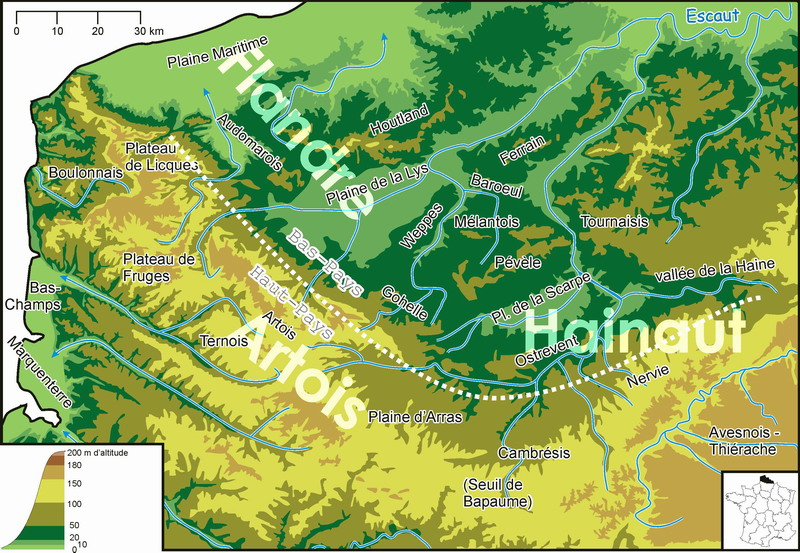
Carte physique du Nord-Pas-de-Calais

Le Nord-Pas-de-Calais est une petite région française constituée de deux départements, le Nord au Nord-Est et le Pas-de-Calais au Sud-Ouest. La région est composée de plaines (à l'Est : Flandre et plaines maritimes), le bas-pays et, de plateaux et collines (Avesnois, Artois, Boulonnais). Avec une superficie de 12 414 km2, la région représente 2,3 % du territoire français.
La région est frontalière avec 350 kilomètres de frontière avec la Belgique et également littorale avec plus de 140 kilomètres de littoral (falaises, massifs dunaires et estuaires picards) en limites Ouest et Nord des deux départements, face au Kent (Royaume-Uni), ouvert sur la Manche et la mer du Nord.
Avec quatre millions d'habitants, la région a une densité de 320 habitants par kilomètre carré ; c'est la seconde densité française la plus élevée après celle de l'Île-de-France, ce qui explique aussi un contexte très urbain et artificialisé.
Les axes de transports, zones d'activité et villes y couvrent 13 % du territoire et les grandes agglomérations y polarisent deux tiers du territoire régional. La région totalise près de la moitié du stock national de friches industrielles. Néanmoins l'agriculture, intensive, occupe l'essentiel du paysage (70 % environ du territoire contre 53 % en France). Sur 2,3 % du territoire de la France métropolitaine, cette région correspond à 3 % de la surface agricole nationale.

## Régions naturelles et pays traditionnels
Il y a trois grandes régions géohistoriques dans le Nord-Pas-de-Calais (Flandre, Artois et Hainaut) et trois plus petites (Boulonnais, Calaisis et Cambrésis).
Aux XVe et XVIe siècles, les Pays-Bas bourguignons puis habsbourgeois (dont le comté de Flandre faisait partie, comme l'Artois et le Hainaut, entre autres) sont souvent appelés les Flandres au pluriel par le reste de l'Europe. Après la guerre de Quatre-Vingts Ans (1568-1648), le sens du terme Flandres tend à se restreindre aux Pays-Bas méridionaux puis aux Pays-Bas espagnols, dont la Flandre proprement dite, l'Artois et la Hainaut faisaient partie. C'est aussi à cette époque qu'apparait l'expression Flandre française pour désigner la partie du comté de Flandre, bien qu'espagnol, où on parlait français et picard, alors que le flamand était utilisé dans le reste du comté de Flandre, hormis par la grande bourgeoisie et l'aristocratie flamandes qui ont toujours parlé français.
À partir du règne de Louis XIV, l'actuel Nord-Pas-de-Calais est connu sous le nom de Pays-Bas français (ex Pays-Bas espagnols) et comprend les provinces de Flandre (Flandre française, Hainaut français et Cambrésis) et d'Artois et, la portion Nord-Ouest de la province de Picardie (Calaisis, Boulonnais, Montreuillois et Nord du Ponthieu).
- Pays traditionnels du département du Nord (ancienne province de Flandre dès Louis XIV) :
  - la Flandre française : plaine et monts ; issue de l'ancien grand comté de Flandre[4], historiquement bilingue (picard et français d'une part, flamand d'autre part). La Flandre française inclut :
    - la Flandre romane (ou Flandre gallicante) : avec des villes comme Lille, Douai ou Saint-Amand-les-Eaux, c'est la partie de la Flandre française qui a toujours été de langue d'oïl (français, picard), même à l'époque du comté de Flandre, y compris sous les Pays-Bas espagnols.
    - le Westhoek (dit autrefois Flandre flamingante ; prononcer /wɛstuk/) : partie de la Flandre française qui était majoritairement flamingante encore au XIXe siècle.
      - le Blootland (« pays nu » en flamand) : avec des villes comme Dunkerque ou Bergues, inclut non seulement la partie nord du Westhoek français mais aussi les alentours de Calais et de Saint-Omer (qui ne font pourtant pas partie de la Flandre française à proprement parler).
      - le Houtland : partie « boisée » du Westhoek (du flamand hout, « bois »), avec des villes comme Hazebrouck ou Cassel.
      - la plaine de la Lys : les villes principales sont Armentières, Halluin, Merville.

  - le Hainaut français : bassin minier, vallée de la Sambre, de l'Escaut, de la Selle, avec Valenciennes; issu de l'ancien grand comté du Hainaut[4] au sein du Saint-Empire romain germanique puis des Pays-Bas espagnols; rattaché à la France au XVIIe siècle au sein de la province française de Flandre.
    - l'Avesnois : bocages, forêts, vergers, avec Avesnes-sur-Helpe; bien qu'on ait tendance de nos jours à le distinguer du Hainaut, l'Avesnois fait partie du Hainaut français.

  - le Cambrésis : plaine openfield majoritairement, quelques bocages; blé, betteraves; comté ecclésiastique sous l'autorité d'un évêque, indépendant depuis 1071 au sein du Saint-Empire romain germanique puis des Pays-Bas espagnols, rattaché définitivement à la France depuis 1678, au sein de la province française de Flandre.

- Pays traditionnels du département du Pas-de-Calais (ancienne province d'Artois dès Louis XIV) :
  - l'Artois : collines, issu et détaché de l'ancien grand comté de Flandre au XIIIe siècle[5], comprend des villes comme Arras, Lens, Béthune.
    - le Ternois : bocages, bois et forêts, rivières, avec Saint-Pol-sur-Ternoise comme ville principale.
    - l'Audomarois : collines, marais, forêts, landes acides et localement paratourbeuses (plateau d'Helfaut), avec Saint-Omer et Aire-sur-la-Lys.

- Actuellement dans le Pas-de-Calais, se trouvaient dans la province de Picardie sous Louis XIV :

- - le Calaisis : falaises, avec Calais; également issu de l'ancien grand comté de Flandre[4], faisait originellement partie du grand comté de Flandre jusqu'en 1191, puis du comté d'Artois jusqu'en 1347, année où le Calaisis devint une terre anglaise (de 1347 à 1558), envoyant des représentants au Parlement d'Angleterre mais gardant un lien avec la France en continuant de faire partie du diocèse de Thérouanne. En 1558 le Calaisis devient français et est incorporé à la province de Picardie.
  - le Boulonnais : bocage, collines, falaises, avec Boulogne-sur-Mer; faisait originellement partie du grand comté de Flandre jusqu'en 1191 puis du comté d'Artois jusqu'en 1477 lorsque le Boulonnais est incorporé à la province française de Picardie.
  - de petits pays épars issus de comtés plus grands, comme Montreuil (possession du roi de France dès l'an 980) et une petite partie du comté de Ponthieu (définitivement français dès 1369), sont aussi incorporés plus tard à la province française de Picardie[6].

Les noms de ces anciens pays et provinces du Nord-Pas-de-Calais restent très usités encore aujourd'hui, notamment avec la réintroduction de la notion de "pays" de région.

### Les districts phytogéographiques
Pour le botaniste, les districts phytogéographiques sont
- le littoral flamand
- le littoral boulonnais
- le « littoral picard » (non pas situé en Picardie, mais présentant des caractères géomorphologiques et écologiques proches de ceux des côtes picardes)
- les Polders de la Plaine maritime flamande
- le Marais de Guînes
- la Plaine maritime picarde
- le Marais audomarois
- le « pays de Licques »
- le Bas-Boulonnais
- les Cuestas
- le Haut-Artois
- l'Artois septentrional
- les collines de Flandre intérieure
- le Mélantois et les marais de la Deûle et de la Marque
- la Plaine de la Lys
- le « Pays de Mormal et de Thiérache »
- la Pévèle
- la Plaine de la Scarpe et de l'Escaut
- le bocage avesnois
- la Famenne
- la Calestienne
- le district « Ardenne »

## Occupation de l'espace
Région de faible altitude et constrastes, le Nord-Pas-de-Calais peut toutefois se diviser en deux parties.
Des caps (cap Gris-Nez et cap Blanc-Nez) à l'Avesnois, en passant par les collines de l'Artois et de la Thiérache, une grande partie Ouest et Sud - près de 60 % de la superficie du territoire - offre des paysages vallonnés et bocagers. La densité humaine y est proche de la moyenne nationale française.
La partie Nord-Est de la région, en revanche, appartient à la grande plaine nord-européenne qui s'étend jusqu'à l'Oural. Les reliefs (mont Cassel, mont des Cats...) y sont faibles et dispersés. Dans cette grande plaine, qui représente à peu près 40 % de la superficie régionale, se concentrent les trois-quarts de la population et l'essentiel de l'activité industrielle. L'activité humaine y est favorisée non seulement par le faible relief mais également par un intense maillage de réseaux de transports : fleuves et canaux à grand gabarits, autoroutes (A1, A16, A23, A25, A26), voies ferrées à grande vitesse, aéroport de Lesquin.

## Agriculture

### Grandes caractéristiques de l'agriculture régionale
Cette région est caractérisée par une agriculture très intensive, et des grandes cultures (céréales, betteraves, pomme de terre…) qui occupent une grande part du paysage. De 1988 à 2000, le nombre d'exploitations agricoles a chuté de 31 156 à 18 036, pour une surface agricole utile (SAU) moyenne qui passait de 28 ha en 1988 à 46 ha en 2000. Le nombre d'exploitations (15 049 exploitations agricoles soit 2,8 % du total national) n'est pas très élevé, mais la surface moyenne en est de 50,9 ha (Eurostat, 2003), soit plus que la moyenne nationale de 45,3 ha (Eurostat, 2003). 818 928 ha étaient cultivés dans la région en 2005, pour un total de 27 312 013 en France. 3,3 % du cheptel national est élevé dans le Nord-Pas-de-Calais et la part des cultures permanentes dans la SAU régionale n'est que de 0,1 % (contre 3,8 %  en France). La SAU est 68,5 % du territoire régional (contre 54,1 % en France). Selon Eurostat (2002), 19 % des exploitants agricoles avaient en 2002 d'autres revenus que ceux de l'exploitation (contre 24 % en France).
L'agriculture présente des dominantes qui varient selon les petites régions :

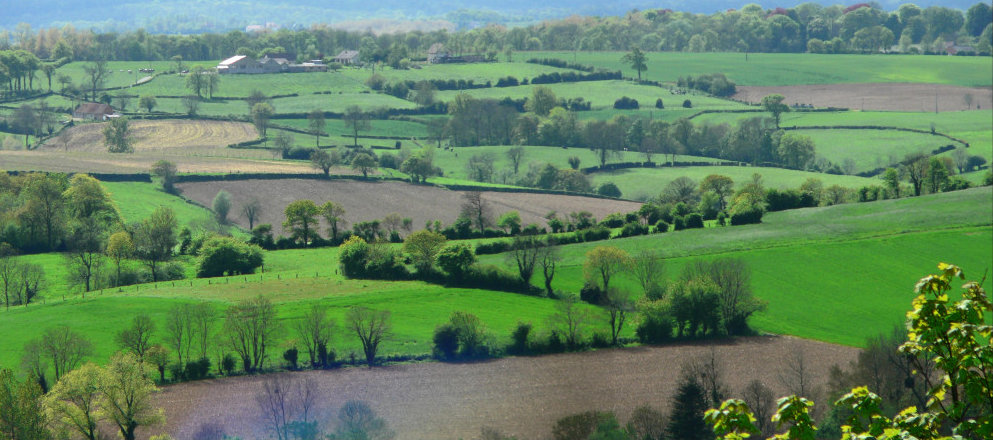
Bocage dans le Boulonnais au printemps.

- Le Boulonnais et la Thiérache sont à dominante bocagère. Autrefois spécialisées dans la pomme, elles sont pour partie classées en parc naturel régional, avec une tradition laitière et fromagère.
- La Flandre intérieure est composée de grandes cultures avec quelques élevages intensifs (porc, volaille). C'est une zone vulnérable du point de vue de la ressource en eau (pas de nappe).
- L'Audomarois et le Béthunois sont des zones d'élevages et de grandes cultures ; elles sont gagnées par le phénomène de périurbanisation.
- Le Ternois est une zone mixte d'élevage et de grandes cultures.
- L'Artois-Cambrésis (hors cantons de Lens) présente une mosaïque de nombreux systèmes agraires, avec une dominante de grandes cultures.

### Pollution des sols et de l'eau
Toute la région est (comme la région Bretagne) classée « vulnérable » au titre de la directive Nitrates qui impose dans ces zones de mettre en œuvre un « programme d'actions » (le 4e programme doit démarrer en 2009, après un bilan des programmes d'action précédents et après une consultation du public (close au 11 juin 2009).
La région est aussi classée à risque pour le phosphore par la convention OSPAR. Ces nitrates et phosphates ont aussi une origine urbaine, voire localement industrielle, prises en compte par d'autres directives et programmes, avec l'aide de l'Agence de l'eau pour tenter d'atteindre l'objectif de bon état écologique de la Directive cadre sur l'eau et la Directive cadre Stratégie pour le milieu marin.

### Développement rural
La région dispose d'un Document régional de développement rural (2007-2013) et un travail de prospective à horizon 2020 au regard des modifications de la PAC (Politique agricole commune) a été fait par le Conseil régional.
L'activité agricole et l'agroalimentaire représentaient vers 2005 70 000 emplois environ (4 % des actifs, soit le cinquième rang des régions françaises pour l'emploi agroalimentaire), mais environ 1 000 emplois disparaissent par an par non-remplacement des chefs d'exploitation. 49 000 exploitations existaient en 1970, contre environ 15 000 aujourd'hui (dont 12 000 dites « professionnelles »).
Le nombre d'exploitations a chuté de 4,5 %/an de 1988 à 2000, plus vite qu'au niveau national (au profit de l'agrandissement des exploitations et moindrement de l'urbanisme)

850 000 ha sont cultivés, dont 20 % en prairies (en régression au profit des labours ; la STH ou surface toujours en herbe a chuté de 20 % en moins en 12 ans, ainsi que l'élevage bovin laitier et porcin), 42 % de la SAU est couverte de céréales, 8 % de cultures fourragères, 7 % de betteraves, 5 % de pomme-de-terre, 4 % de légumes et 4 % d'oléoprotéagineux (source page 10/186 du rapport DRDR).
Pour ce qui est du chiffre d'affaires de l'agroalimentaire, la région est la deuxième de France, derrière la région Île-de-France (26,5 milliards d'euros) mais loin devant la Bretagne (11,3 milliards d'euros), les Pays de la Loire (7,9 milliards d'euros) et la région Rhône Alpes (7,8 milliards d'euros). Elle compte pour 14 % du chiffre d'affaires des IAA nationales.

## Les espaces naturels

### Espaces forestiers
La surface boisée régionale (forêt, bois, bosquet et peupleraie) est de 117 500 ha soit 9 % du territoire, soit le taux le plus faible de France. La forêt du Nord de la France est essentiellement composée de feuillus (chêne, frêne, hêtre et autres essences précieuses). Sur les 15 dernières années (période 1988-2003), la surface forestière s’est néanmoins accrue de 16 %, le plus fort taux de reboisement de France, la moyenne nationale étant de 4 %.
Par rapport à 1907, la surface boisée régionale a augmenté de 30 % (45 % dans le Pas-de-Calais). Une volonté politique régionale souhaite regagner des surfaces boisées notamment dans un cadre d'amélioration écologique.
Liste des forêts de plus de 500 ha :
Pas-de-Calais :
- Forêt de Boulogne-sur-Mer, 2024 ha.
- Forêt d'Hardelot, 664 ha.
- Forêt de Tournehem, 972 ha.
- Forêt de Desvres, 1136 ha.
- Forêt d'Hesdin, 1014 ha.
- Forêt de Guînes, 804 ha.
- Forêt d'Éperlecques, environ 800 ha.
- Forêt domaniale de Rihoult Clairmarais, 1168 ha.

Nord :
- Forêt de Mormal, 9 136 ha, en partie domaniale.
- Forêt de Nieppe, 2 611 ha.
- Forêt de Raismes-Saint-Amand-Wallers, 4 737 ha.
- Forêt domaniale de Phalempin, 675 ha.
- Forêt de Fourmies, 871 ha.
- Forêt domaniale de Marchiennes, 800 ha.
- Forêt de Bois l'Évêque, 544 ha.
- Forêt domaniale de l'Abbé-Val-Joly, 1 788 ha.

## Relief et sommets
Le relief est faible (moins de 271 mètres à la limite des Ardennes) et une partie de la région fait partie du plat pays flamand. Le relief est néanmoins contrasté : du nord au sud se succèdent :
- les plaines de la Flandre intérieure et des environs de Lille et de Valenciennes,
- les petites hauteurs et cuestas de la boutonnière du Boulonnais, les collines du seuil du Cambrésis et de l'Artois qui marquent le début de la grande plaine du Nord de l'Europe, riche en lœss, et bordée à l'Est, par :
- les contreforts des Ardennes dans l'Avesnois.

Il faut noter l'incidence de l'exploitation du charbon sur la topographie et le fonctionnement hydrogéologique de la région. On estime à près de 2 milliards de mètres cubes le volume des charbons et terres extraits. Il en résulte des affaissements miniers ; certains secteurs ont perdu jusqu'à 24 mètres d'altitude.
- Le point culminant du Nord-Pas-de-Calais est situé sur la commune d'Anor, près de la frontière belge, à 271 m.
- Mont de Baives : 239 m

Les monts de Baives (40 hectares) se situent à l'extrémité sud-est du parc naturel régional de l'Avesnois. D'une altitude proche de 220 mètres, formé sur un ancien massif corallien âgé de plus de 370 millions d'années, ce site est constitué des dernières pelouses calcicoles du département du Nord.
- Mont Cassel : 176 m
- Mont des Cats : 164 m
- Mont Noir : 152 m
- Mont des Recollets
- La Comté (3 km au sud de Houdain) : 189 m

Dans le Boulonnais, des hauteurs supérieures à 200 m ou proches sont aussi répertoriées :
- Mont Vert - Relais de Bullescamps : 211 m (Alquines)
- Mont Pelé : 208 m (Desvres)
- Mont Dauphin - La Warenne : 203 m (Colembert)
- Mont Hulin : 202 m (Desvres)
- Mont Lambert : 189 m (Boulogne-sur-Mer)

## Hydrographie

Les fleuves et les rivières traversant la région ainsi que leurs bassins versants :
Rouge : Aa
Orange : Slack
Bleu foncé : Wimereux
Vert clair : Liane
Jaune : Canche
Rose : Authie
Marron : Yser
Bleu clair : Lys (affluent de l'Escaut)
Vert foncé : Scarpe (affluent de l'Escaut)
Violet : Escaut
Bordeaux : Sambre (affluent de la Meuse)
Gris : Oise (affluent de la Seine)

Le territoire régional est inclus dans le Bassin Artois-Picardie.
Les eaux superficielles sont constituées de fleuves et rivières mais également de marais (marais audomarois, marais arrière-littoraux…). Une partie de la région a été l'objet de travaux de drainage important, avec la création de canaux et de wateringues pour permettre l'exploitation agricole des terres (polders).
Les eaux souterraines constituent un important réservoir d'eau potable.

### Fleuves
- la Canche, 100 km, fleuve côtier
- l'Authie, 108 km, fleuve côtier
- la Liane, 38 km, fleuve côtier
- l'Aa, 89 km
- l'Escaut, 430 km
- le Wimereux, 22 km, fleuve côtier
- l'Yser, 78 km
- la Slack, 22 km, fleuve côtier

### Rivières
- Le Bléquin se jette dans l'Aa à Lumbres
- La Clarence se jette dans la Lys
- La Cligneux se jette dans la Sambre
- La Course se jette dans la Canche
- La Deûle se jette dans la Lys
- L'Écaillon se jette dans l'Escaut
- La Flamenne se jette dans la Sambre
- L'Helpe Majeure se jette dans la Sambre
- L'Helpe Mineure se jette dans la Sambre
- La Hem se jette dans l'Aa
- La Lawe se jette dans la Lys
- La Loisne se jette dans la Lawe
- La Lys se jette dans l'Escaut
- La Marque se jette dans la Deûle
- La Rhonelle se jette dans l'Escaut
- La Sambre, s'écoule sur 180 km dont 80 en France
- La Scarpe se jette dans l'Escaut
- La Selle se jette dans l'Escaut
- La Solre se jette dans la Sambre
- La Tarsy se jette dans la Sambre
- La Ternoise se jette dans la Canche
- La Trétoire se jette dans la Scarpe

### Lacs
Parmi les lacs de la région :
- le lac d'Amaury (Nord), étang proche de l'Escaut, Saint-Amand-les-Eaux - Odomez
- le lac d'Ardres (Pas-de-Calais), Ardres
- le lac du Héron (Nord), Villeneuve-d'Ascq
- la mare à Goriaux et l'étang de la Malanoye (Nord), étangs d'affaissement minier de la forêt de Raismes
- les étangs de la Sensée (Nord) s'étendent sur une douzaine de kilomètres entre Lécluse et Wasnes-au-Bac
- lac artificiel du Val-Joly (Nord), base de loisirs entre Willies et Eppe-Sauvage

## Risques
Le territoire est soumis à des risques d'inondations, de coulées de boue, de submersion pour la partie littorale (Calaisis par exemple), d'affaissements miniers. Les risques sismiques sont relativement faibles dans la région : le zonage mis en place en mai 2011 classe 220 communes de la région comme ayant un risque sismique « très faible », 1011 en sismicité « faible » et les 315 communes restantes avec un risque « modéré ».

### Séismes
- le 21 mai 1382, magnitude 6 au large des côtes.
- le 6 avril 1580, séisme d'environ 6 sur l'échelle de Richter (dégâts d'intensité VIII jusque Lille, décès recensés, possible tsunami).
- le 18 septembre 1692 à Verviers séisme de magnitude 6°5. (fortes secousses et nombreux dégâts dans la région).
- le 7 juin 1931, épicentre à Dogger Bank en mer du Nord.
- le 23 mars 1933 à 18h48, séisme de magnitude 5, épicentre à Dixmude en Belgique.
- le 11 juin 1938, séisme de magnitude 7, épicentre à 40 km de Lille (nombreux dégâts et blessés), 3 répliques les 11, 12 et 13 juin.
- le 9 janvier 1950, séisme de magnitude 5, à 20h40, épicentre dans le détroit de Calais-Douvres.
- le 14 mars 1951, séisme de magnitude 7,5 à 9h46, dont l'épicentre est dans les Hautes-Fagnes à Euskirchen et ressenti jusque dans la région.
- le 24 octobre 1976 près de Maubeuge, séisme de 4°2.
- le 17 mai 1979 a eu lieu à Arques un séisme d'une magnitude de 4°5.
- le 8 novembre 1983 vers Liège à 00h49, de magnitude 7,5 et ressenti dans la région.
- le 13 février 1985 à Calais séisme de magnitude 3°5.
- le 14 décembre 1991 à Longueville dans le Boulonnais. Magnitude 5.
- le 13 avril 1992 à Ruremonde (Pays-Bas) secousse de magnitude 5°8 ressentie dans la région.
- le 20 juin 1995 entre Mons et Charleroi, secousse de 4°5 ressentie dans toute la région.
- le 28 avril 2007 à 8h18, en Manche entre Folkestone et le cap Gris-Nez, un séisme de 4°3 sur l'échelle de Richter a été enregistré. L'épicentre se situe en mer à 14 km au sud de Douvres et 7,1 km de profondeur. Le trafic ferroviaire trans-Manche n'a pas été affecté.
- le 22 mai 2015 à 3h52, magnitude de 4,4, épicentre à 7 kilomètres de Douvres en Angleterre, ressenti à Calais, Boulogne-sur-Mer, Arras et jusqu'à Lille.

## Environnement
Comme les cahiers de l'environnement régional, Le SRADT en 2006 dressait le constat d'un « environnement régional, globalement très dégradé », incluant « des situations d'irréversibilité (exemple des problèmes hydro-géologiques de l'ex Bassin-Minier), des situations de dégradations importantes des ressources (exemples de la biodiversité), et des problèmes croissants sur certaines thématiques (eau) ».
En raison de sols bouleversés par l'agriculture et les guerres, malgré quelques études basées sur la palynologie, le paléoenvironnement et les paysages de la Préhistoire au Moyen Âge sont encore assez mal connus. Cependant, du point de vue de l'Écopotentialités, par sa position biogéographique et la richesse de ses sols, la région a un potentiel élevé de biodiversité, qui peut s'appuyer sur une diversité paysagère importante.

La région présente toutefois plusieurs particularités qui grèvent ce potentiel :
Impact dû au développement industriel : le Nord et le Pas-de-Calais furent le berceau d'un développement industriel fondé sur l'agriculture (intensive depuis le milieu du XXe siècle) et une pêche également intensive.

Le charbon, la chaux facile à produire et la présence de canaux et une abondance de main d'œuvre ont permis l'épanouissement d'une industrie lourde (métallurgie, carbochimie, filatures..) qui ont laissé de lourdes séquelles environnementales, économiques, sociales et sanitaires. Dans les années 1980-1990, près de la moitié des friches industrielles de France étaient situées dans cette région et en 2006, 1 500 sites étaient soumis à autorisation au titre de la législation relative aux installations classées, dont 81 classés « Seveso » à la fin de l’année 2006. Les affaissements miniers ont créé 5 400 hectares de dépressions dans le Nord et 600 hectares dans le Pas-de-Calais, qui sont devenues des zones inondables nécessitant un pompage et une évacuation des eaux de remontées de nappes. Certaines des zones affaissées supportent des sites et sols pollués ou potentiellement pollués (inventoriés par deux bases de données nationales BASIAS et BASOL).
Ce passé explique qu'évaluer et traiter la pollution de flux et de stock de l'eau, de l'air et des sols, la fragmentation écologique y demandent plus de moyens qu'ailleurs. Certaines pollutions, par les métaux lourds par exemple sont en diminution régulière depuis les années 1980, mais d'autres problèmes, nouveaux se posent (perturbateurs endocriniens, nouveaux polluants, espèces invasivesl'arrivée d'espèces invasives, fragmentation écologique…).
Cette région a souvent été pionnière en matière d'expérimentation du développement soutenable avec par exemple le premier Parc naturel régional de France (et le plus peuplé), l'inscription du principe du développement durable (dès 1992/1993 par Marie-Christine Blandin) dans le préambule du plan régional et du contrat de plan État-Région, le développement de l'éolien, de la HQE (avec le lycée de Calais), du traitement des friches industrielles par un établissement public foncier (EPF) et de corridors biologiques au milieu des années 1990. Elle publie régulièrement des évaluations de la soutenabilité de son développement, parfois avec l'Insee Le conseil régional a en 2003 décidé d'adopter l'indice de développement humain comme indicateurs de soutenabilité (parmi d'autres). De même pour la transition écologique et sociale, la notion de transition écologique étant également soutenue par l'ARF et retenue par la Conférence environnementale (2012).
Selon le conseil régional, les phénomènes régionaux dominant le foncier et affectant fortement l'environnement sont ceux de l'artificialisation des sols et de la fragmentation écologique des milieux, au détriment du foncier agricole notamment. L'empreinte humaine est ancienne, puisqu'il semble que la déforestation d'une partie de la région  était entamée dès la fin de la Préhistoire, et que le canal de Noeufossé qui - en reliant deux bassins versants (ceux de la Lys et de l'Aa) - empêche les migrations nord-sud d'animaux non-volants, a été creusé il y a environ 1000 ans.
Les priorités environnementales du SRADDT (novembre 2006) sont données à la biodiversité au travers d'une trame verte et bleue régionale, la maîtrise de la périurbanisation, et la lutte contre le réchauffement climatique au travers d'un « plan climat régional », avec une volonté de « mettre en cohérence les outils de planification (SCOT Schéma de cohérence territoriale, PLU Plan local d'urbanisme, PLH Plan local de l'habitat) ». Le CPER et le PO ont pour cela un chapitre « Développer une gestion économe de l’espace et constituer une infrastructure naturelle plurifonctionnelle reliant les cœurs de nature ».

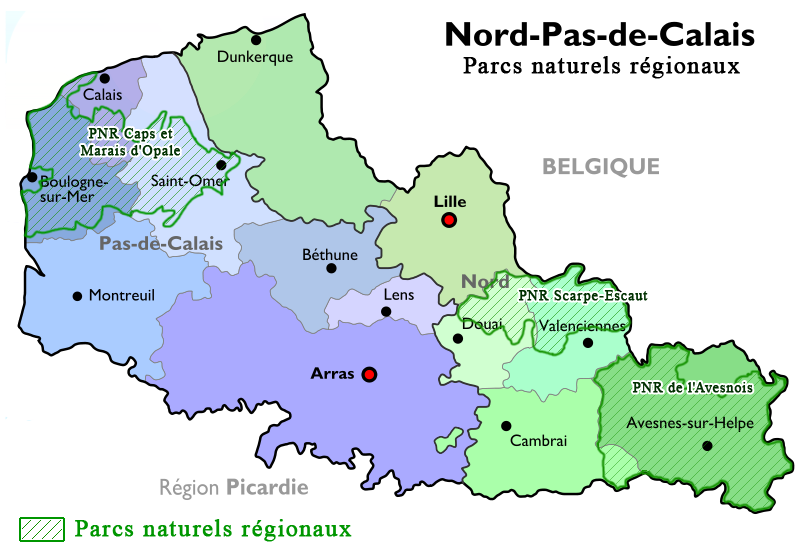
Carte des parcs naturels régionaux

La région compte, en 2011, trois parcs naturels régionaux : Scarpe-Escaut, Caps et Marais d’Opale, Avesnois couvrant 24 % du territoire, regroupant 21 % des communes et 12,5 % de la population ; 80 % de la faune et de la flore connues dans la région y sont présents en 2011.
Selon la DREAL, En 2008, on comptait également cinq réserves naturelles nationales, plus de vingt réserves naturelles régionales (dont certaines seront regroupées), 37 sites désignés au titre de Natura 2000. Début 2009, la superficie de ZPS et ZSC était de 33 350 ha, soit 2,67 % du territoire régional. Un projet de parc naturel marin des trois estuaires est en cours de développement avec l'Agence des aires marines protégées et parcs naturels marins. Localement, des formations rocheuses très originales existent dans le Chanel ; les « ridens ».
Depuis 2007, un appel à candidatures financé par l'ADEME et la Région propose aux territoires de projet des aides pour la mise en place de Plans Climat Territoriaux (PCT). Début 2011, 17 territoires débutaient ainsi leur PCT ou avaient engagé une dynamique de PCT, pour diminuer leurs émissions de gaz à effet de serre et s'adapter au changement climatique.
Le 11 janvier 2011, un groupement d'intérêt scientifique (GIS) sur l'étude et la conservation de la biodiversité en Nord-Pas-de-Calais a été présenté au public, à l'occasion d'une présentation des 10 projets retenus par un appel à projets Région/FRB sur le thème de la biodiversité, appel renouvelé en 2011 pour d'autres projets.
En application de la loi Grenelle II, un SRCE est en 2012 en cours d'élaboration, présenté en plénière le 24 octobre 2012 après rédaction par l'État et la Région, en intégrant les données et le travail déjà effectué sur le thème de la Trame verte et bleue (TVB) depuis les années 1990, ce pourquoi ce Schéma  s'appelle « SRCE-TVB » et diverses contributions issues de la concertation (avant phase de consultation). Des cartes ou annexes supplémentaires, informatives pourront aussi enrichir et accompagner le SRCE.

### Littoral et milieu marin
La Côte d'Opale, sur (147 km) est caractérisée par une grande variété de milieux dont beaucoup soumis à une pression anthropique importante,,. Ils sont pour 75 % environ encore considérés de grande valeur écologique. De vastes espaces dunaire (9 600 ha bordent le trait de côte sur 74 km, dominant le paysage littoral picard au sud de Boulogne-sur-Mer, et de la frontière belge aux contreforts du cap Blanc-Nez).
Le massif dunaire couvre au total 9 600 ha de dunes (sur 74 km de côte). Une dynamique naturelle dunaire est encore localement présente, avec successions des dunes embryonnaires et dunes blanches aux dunes boisées, en passant par dune grise et ses pannes dunaires puis les pelouses dunaires et manteaux d'argousiers et buissons arrières dunaires. La dune tend cependant globalement à se stabiliser à la suite des plantations de millions d’Oyats faites dans la seconde moitié du XXe siècle. Ceci se fait au détriment des milieux dunaires pionniers et au profit de l'embuissonnement. Les dunes de Wissant, celles du Fort-Vert et de l’est dunkerquois composent des paysages exceptionnels et abritent quelques espèces très rares dont la parnassie, l’épipactis des marais et le saule nain considérés comme espèces-reliques de la dernière glaciation.

Le ruban dunaire s'interrompt avec les falaises du site des deux caps (grès et calcaire) surmontées de pelouses aérohalines (salées par les embruns et abritant quelques espèces rares d'orchidées, la gentiane amère ou le chou sauvage). Ailleurs ce sont des bas-marais et des estuaires encore relativement naturels (sauf Aa et Liane et si ce n'est les nombreuses huttes de chasse) qui interrompent la dune.

Les estuaires de la Slack, Canche et Authie nourrissent de nombreux oiseaux migrateurs. On trouve aussi quelques témoins géomorphologiques anciens dont la dune fossile décalcifiée de Ghivelde formant un habitat exceptionnel pour la région et l'Europe. Le trait de côte est presque partout associé à de larges estrans sableux connectés aux estuaires picards et flamands. Localement, l'industrie, les ports et la chasse (platières, huttes et étangs de chasse), ainsi que les guerres mondiales ont marqué le paysage de leur empreinte.
Depuis les années 1980-1990 de nombreux outils de protection sont appliqués à ce territoire et de gestion, et est l’un des trente cinq territoires pilotes européens, sélectionnés par la Commission Européenne en 1995 comme zone de démonstration sur l'aménagement intégré des zones côtières. Une partie du littoral est considérée comme surfréquentée nécessitant périodiquement des restaurations de milieux. Grâce au  Conservatoire du littoral, une partie des milieux dunaires et littoraux est protégée. Le littoral est un corridor de migration aviaire d'importance paneuropéenne. L'estran côtier (zone de nourrisserie pour les juvéniles de poissons plats, et autrefois riche en crevette grise est la continuité écologique la mieux conservée. Le littoral abrite encore de nombreux milieux de grande qualité écopaysagère, faiblement touchés par l'agriculture intensive, mais qui ont été fortement isolés du reste de la région par la construction de l'Autoroute A16 aussi dit l'autoroute des estuaires. 
Le littoral accueille une petite population de phoques, en train de restaurer ses effectifs ; mais 11 espèces de mammifères marins sont considérées comme permanentes en Manche / Mer-du-Nord (marsouin commun, dauphin commun, grand dauphin, dauphin bleu et blanc, dauphin de Risso, petit rorqual, rorqual commun, phoque gris, lagénorhynque à bec blanc, phoque veau marin et globicéphale noir).
L'érosion marine est importante, et probablement exacerbée par la montée de la mer et l'urbanisation. Bien que moins que la Belgique et les Pays-Bas, cette région sera parmi les premières à être en partie submergée en cas de montée importante de la mer.

### Zones humides
Les zones humides de la région régressent fortement depuis le haut Moyen Âge, à la suite de la poldérisation de la Flandre maritime et des grands travaux de drainage. « Les zones humides ont historiquement occupé de vastes étendues dans le Nord-Pas-de-Calais, notamment du fait de la planitude d'une grande partie de la région. Les plaines et les vallées humides étaient nombreuses jusqu’à une époque parfois proche et sans les interventions sur l’hydraulique, la région serait, en toute vraisemblance, constituée de zones inondables sur environ 30 % du territoire (Dubois, 2002) ». D'environ 30 % du territoire au haut Moyen Âge, la superficie des zones humides est tombée à moins de 1 % du Bassin Artois-Picardie (à comparer à 8 % environ du territoire en France).
Hormis pour les ruisseaux et une grande partie des petites rivières, la presque totalité des berges ont été fortement artificialisées par la canalisation, rectification ou détournement de nombreuses sections de cours d'eau. Il reste deux vastes zones humides d'importance nationale ou internationale, en Scarpe-Escaut (Zone humide d'importance nationale) et le Marais audomarois (classé au titre de la Convention de Ramsar). Les étangs les plus vastes, suivis dans le cadre de la directive cadre sur l'eau, sont l'Val-Joly à Eppe-Sauvage, l'étang du Vignoble à Valenciennes, la mare à Goriaux (affaissement minier) à Raismes et l'étang du Romelaëre à Saint-Omer ainsi que les plans d’eau d’Ardres, Brêmes-lès-Ardres et Guînes.
Les eaux du bassin minier évacuées vers la mer par le canal de Noeufossé s'ajoutent à celles du drainage des polders de flandre maritime et des marais drainés de l'Audomarois et du Calaisis. S'ajoutent à ces séquelles industrielles les séquelles de guerre ; celles des deux guerres mondiales.
Canaux et rivières ont été très dégradés aux XIXe et XXe siècles et sont localement colonisés par plusieurs espèces invasives,. Sur le bassin Artois-Picardie onze espèces de poissons d'intérêt piscicole font l'objet de mesures de conservation : la lamproie de rivière, la lamproie de Planer, l’anguille, le barbeau fluviatile, le chabot, la bouvière, la vandoise, le brochet, le saumon atlantique, la truite de rivière et la loche de rivière. Seule la lamproie de Planer a augmenté son occurrence dans les échantillonnages faits par le CSP devenu ONEMA ; passant d'une capture dans 37 % des échantillonnages en 2004 contre 13 % en 1995 ; hotu, lamproie de rivière, flet, ide mélanote, saumon de fontaine et saumon atlantique n'étant présent que dans moins de 1 % des pêches électriques. Les anguille, la perche, le goujon, le gardon et le chabot ont des populations qui semblent stabilisées pour cette période.
Un SDAGE vise à retrouver le « bon état écologique des eaux » pour 2015. Cette région pourrait jouer un rôle important dans la restauration des populations d'anguille européenne dont elle a abrité d'importantes populations jusque dans les années 1960-1970. En 2008/2010, un projet de Parc naturel marin des trois estuaires est à l'étude avec l'Agence des aires marines protégées. L'Agence de l'eau a (en 2009) publié une cartographie des zones à dominante humide pour la région.

### Forêts, boisements
Surfaces et Taux de boisement :
Les forêts de cette région ont depuis plus de 1 000 ans fortement reculé, au profit de l'agriculture et/ou ont été détruites ou dégradées par les guerres ; la surface forestière (rétrospectivement estimée à 600 000 hectares sous l'époque romaine) n'était plus que de 60 000 ha environ au début du XIXe siècle. Le taux de boisement est ensuite remonté, mais avec de fortes variations selon les communes et cantons en raison notamment de primes à l'enrésinement et à la populiculture qui des années 1960 aux années 2000. De plus, il a moins augmenté et plus lentement que dans les autres régions. Après une phase de forte régression forestière qui a suivi le haut Moyen Âge, la surface boisée a gagné 30 % au XXe siècle. Dans le Nord, des peupleraies artificielles couvraient au début des années 2000 environ 18 000 hectares soit près de deux fois la taille de la plus grande forêt régionale (forêt de Mormal), mais avec un taux variable (près de 0 % dans le Dunkerquois, pour 1,3 % dans le Nord et 0,7 % dans le Pas-de-Calais, selon l'enquête Agreste-SAA, 2002). En 2010, alors que 27 % environ de la France était boisée, le Nord-Pas-de-Calais était encore la moins boisée de France (avec environ 7 à 8 % de la région boisée sur environ 100 000 ha (privés 65 % environ, et propriété de collectivités ou d'établissements publics pour 13 %, le reste étant domanial (32 %) et géré par l'ONF, avec comme cadre). Pour 36 000 ha de forêts publiques (dont 4 500 de collectivités ou d'établissements publics).
Si on ne retenait que les massifs forestiers de plus de 1 000 ha (néanmoins fragmentés par des routes), il y en a huit. Un Plan forêt régional, vise à doubler la superficie boisée de la région en 30 ans, dont en promouvant l'agrosylviculture et le boisement de friches industrielles.
Biogéographie : C'est dans l'est de la région, aux pieds du massif ardennais, que la forêt est la plus présente (25,5 % du paysage, soit presque l'équivalent de la moyenne nationale). L'histoire et une forte démographie expliquent donc que cette région soit celle qui dispose du plus bas taux d'espace forestier par habitant en France. Les taux de boisement n'y étaient (en 2000) que de 8,8 % pour la région Nord-Pas-de-Calais, à comparer aux 16,6 % de la Picardie voisine (source : Agreste, 2000). Depuis juillet 2006, un schéma régional de gestion sylvicole (SRGS) cadre les orientations forestières. Depuis les années 1990, l'EPF a planté plus de 10 millions d'arbres sur plusieurs milliers d'hectares de friches réhabilitées. Plusieurs plans encourageant le boisement se sont succédé, avec en 2008 un appel à projet Trame verte et bleue ; Corridors boisés  qui permet, à certaines conditions, de financer la création de massifs boisés, bosquets, boqueteaux, bandes boisées, et ripisylves ; ces espaces doivent être constitués d'essences régionales, s'insérer fonctionnellement dans le remaillage écologique de la région et faire l'objet d'un plan de gestion durable sur une durée de 10 ans à renouveler,.
Valeur écologique : Bien que fragmentée et ne couvrant que 7 à 9 % (selon les sources et définitions retenues) de la région, la forêt y constitue plus de la moitié des espaces naturels régionaux et environ 70 % des surfaces en ZNIEFF (sur 321 ZNIEFF, 170 sont enforestées pour tout ou partie).
18 sites sur 32 proposés et 28 retenus dans le réseau Natura 2000 sont des forêts
1/3 des espèces régionales protégées dont une centaine sont considérées comme menacées en 2010 ont trouvé refuge dans les forêts qui abritent par exemple 31 % de la flore patrimoniale d’intérêt majeur (sur 7 % environ du territoire).
150 associations floristiques sont décrites par le guide des végétations forestières et préforestières de la région Nord-Pas-de-Calais.
La surfréquentation des forêts est localement importante ; ce sont, selon l'ONF, dans les années 1990, environ six millions de personnes qui visitaient chaque année les dix forêts domaniales du Nord (22 100 ha). Les Réserves naturelles régionales et espaces naturels sensibles (ENS) incluent aussi plus de 1000 ha de zones boisées définitivement protégées.
Essences : les espèces régionales forestières ou bocagères les plus courantes sont : aulne glutineux, bouleau verruqueux, bouleau pubescent, charme, chêne pédonculé, chêne sessile, érable champêtre, érable sycomore, frêne commun, hêtre, merisier, orme champêtre, peuplier tremble, saule (nombreuses espèces et hybrides), tilleul à petites feuilles. Le châtaignier et le néflier sont plus rare, car nécessitant des conditions acides plus rares dans cette région. La strate buissonnière qui les accompagne naturellement est notamment constituée d'aubépine, bourdaine, cornouiller sanguin, églantier, fusain d'Europe, groseillier, houx, cerisier à grappes, nerprun purgatif, noisetier, prunellier, sureau noir, troène commun, viorne obier ou viorne mancienne. Le saule est aussi très présent et traditionnellement taillé en têtards (Saule blanc, saule cendré, saule marsault, saule des vanniers, saule à oreillette).
Il existe des guides pour le choix d'essences s'inscrivant dans la biodiversité régionale, et pour l'utilisation d'herbacées associées ou non.

### Biodiversité
Avec des conditions pédoclimatiques très favorables, des sols parmi les plus riches et productifs d’Europe (plaines ou plateaux de l'Arrageois et du Cambraisis), la région accueillait autrefois une biodiversité élevée, ainsi que des habitats pour certains exceptionnels (dunes notamment).

Les inventaires ZNIEFF (zones d'intérêt écologique floristique et faunistique) ont été mises à jour dans les années 2000, sur la base de liste d'espèces et d'habitats dits déterminants,. Ils sont une des bases scientifiques de la TVB.
Pour améliorer la connaissance, l'évaluation et la restauration de la biodiversité, le Conseil régional avec d'autres collectivités, l'État (DREAL), les CPIE et de nombreuses associations à vocation naturaliste se sont dotés (depuis les années 1990) d'outils d'observation s'appuyant notamment sur un SIG, le réseau « RAIN » des « acteurs de l'information naturaliste »), des outils de restauration, protection et gestion des milieux naturels et ruraux (Conservatoire d'espaces naturels, Conservatoire du littoral, Conservatoire botanique national de Bailleul, Conservatoire faunistique…) qui ont en 2008 permis d'acquérir ou réglementairement protéger 22 000 hectares de zones naturelles, avec 360 000 hectares en protection contractuelle (par le biais de contrats de gestion pour l’entretien courant des sites, par pâturage ou fauche, selon un cahier des charges respectueux de l’environnement) et 2 500 hectares de bande côtière préservée dans un contexte de fortes pressions touristique et urbaine. Un Observatoire régional de la biodiversité (créé en 2010) a publié en 2011 un premier état-zéro régional. 5 espèces sont en danger critique d’extinction au niveau international (Rana arvalis (Grenouille des champs), Dermochelys coriacea (Tortue luth), Porzana parva (Marouette poussin), Porzana pusilla (Marouette de Baillon), Anguilla anguilla (Anguille européenne dont les populations se sont récemment effondrées)).
Malgré la politique d'encouragement aux corridors biologiques, au boisement, à la trame verte et bleue (TVB) et un nombre de réserves naturelles régionales (RNR) plus élevé qu'ailleurs, la région perd encore environ une espèce de plantes tous les deux ans. De nombreux invertébrés y ont disparu. Les champignons ont beaucoup régressé sur une grande partie du territoire, même si on en compte encore environ 5 200 espèces différentes selon le dernier inventaire mycologique.

Les milieux support de biodiversité « naturels » ou semi-naturels (12,3 % du paysage dont 7,5 % de boisements) continuent à régresser. Ils sont le plus souvent fragmentés et beaucoup (landes, mares, dunes, cotaux calcaires…) n'occupent plus que de faibles étendues, tout en abritant une grande partie de la biodiversité spécifique ; ainsi, « environ 80 à 90 % des pelouses sèches encore présentes à la fin du XIXe siècle ont aujourd'hui disparu du nord de la France » alors que - à titre d'exemple - « sur les 40 espèces d'orthoptères présents dans la région Nord/Pas-de-Calais, 15 peuvent être considérés comme inféodées aux pelouses sèches. »

#### Biodiversité allogène
Beaucoup d'espèces exotiques ont été introduites dans cette région de passage, notamment via les ports et les canaux. Certaines sont devenues envahissantes ou invasives (exemples : renouée du Japon, renouée de Bohême, Ailante glanduleux, Berce du Caucase, Aster lancéolé, Balsamine géante, Balsamine de Balfour, Solidage du Canada, Solidage glabre, Robinier faux-acacia, érable négondo, érable à feuilles de vigne, mahonia à feuilles de houx, Phytolaque d'Amérique, peupliers baumiers et autres peupliers issus de clones introduits, cerisier tardif…). Selon l'Observatoire régional de la biodiversité, la région comptait en 2011 14 espèces animales invasives avérées (et 29 potentiellement envahissantes, dont le Frelon asiatique depuis 2012) et 29 plantes invasives avérées (et 26 potentiellement envahissantes).
Plusieurs espèces invasives sont en progression depuis les années 1970. Ce sont notamment des espèces aquatiques profitant dans le nord de la France des canaux et fossés, telles que jussies : Ludwigia grandiflora et Ludwigia peploides, Myriophylle du Brésil (Myriophyllum aquaticum), Hydrocotyle fausse-renoncule (Hydrocotyle ranunculoides), des élodées (Elodea canadensis, Elodea nuttallii), les lenticules (Lemna minuscula et L. turionifera), l’Azolle fausse-filicule (Azolla filiculoides). Des espèces terrestres sont également diffusées le long des routes, friches, berges (Renouée du Japon), etc dont Lagarosiphon élevé (Lagarosiphon major), l'Egéria dense (Egeria densa), l'Orpin de Helms (Crassula helmsii),.

## Pour approfondir